# Josef Niedermaier
Josef Niedermaier (* 14. Oktober 1963 in München) ist ein deutscher Kommunalpolitiker (Freie Wähler) und seit dem 1. Mai 2008 Landrat des Landkreises Bad Tölz-Wolfratshausen.

## Leben
Von 1980 bis 1983 war Niedermaier Mitglied im Biathlonnachwuchskader des Deutschen Skiverbandes. 1983 machte er das Abitur am Gymnasium Bad Tölz und leistete anschließend bis 1984 den Wehrdienst im Hochgebirgsjägerzug des Gebirgsjägerbataillon 234 in Mittenwald. Er absolvierte anschließend eine Bäckerlehre in München und begann dort 1986 eine Konditorausbildung im Café Luitpold. 1989 legte er die Bäckermeisterprüfung an der Akademie des bayerischen Bäckerhandwerks ab. Bis 2000 war Niedermaier Geschäftsführer der familieneigenen Bäckerei Gotz GmbH.
Josef Niedermaier ist seit 1988 mit seiner Frau Andrea verheiratet. Das Paar hat zwei Töchter und vier Enkelkinder.
Josef Niedermaier ist in seiner Freizeit Musikant (Klarinette) und ist seit 1979 aktives Mitglied des Mühlfeldkirchenorchesters in Bad Tölz sowie der Tölzer Stadtkapelle, deren Orchestervorstand er von 1989 bis 2000 war. Im Mai 2022 wurde er zum Präsidenten des Musikbunds von Ober- und Niederbayern gewählt.

## Politische Laufbahn
1995 wurde Niedermaier Mitglied der Freien Wähler-Gemeinschaft Bad Tölz und 1996 in den Stadtrat der Stadt Bad Tölz gewählt. Am 20. Mai 2000 nach dem frühen Tod des 1. Bürgermeisters Albert Schäffenacker erfolgte die Wahl zum Tölzer Bürgermeister, im März 2006 wurde Niedermaier mit 92 % wiedergewählt. Danach wurde er von den Mitgliedern des Bayerischen Städtetages in den Finanzausschuss und in das Präsidium gewählt. Bei der Wahl zum Landrat setzte er sich im März 2008 in der Stichwahl in einer knappen Entscheidung gegen Martin Bachhuber (CSU) durch.
Seit seiner Wahl zum Landrat ist Niedermaier stellvertretender Vorsitzender des Rettungszweckverbandes Oberland, welcher die Landkreise Bad Tölz-Wolfratshausen, Garmisch-Partenkirchen und Weilheim-Schongau umfasst. Weiter gehört er dem Ausschuss für Finanz- und Sparkassenfragen des Bayerischen Landkreistages an.
Bei der bayerischen Kommunalwahl im März 2014 wurde er mit 54,66 % für weitere sechs Jahre im Amt bestätigt. Bei der Neukonstituierung der kommunalen Spitzenverbände nach der Kommunalwahl wurde er ins Präsidium des bayerischen Landkreistages sowie zum Leiter des Innovationsringes im bayerischen Landkreistag, dem 21 Landkreise angehören, gewählt. Ebenfalls vertritt er den Landkreistag im Verbandsverwaltungsrat des Sparkassenverbandes Bayern.
Die in der Planungsregion 17 Oberland zusammengefassten 94 Gemeinden und vier Landkreise wählten ihn zum Vorsitzenden des Planungsverbandes.
Seit 2014 leitet Josef Niedermaier auch den Innovationsring des Bayerischen Landkreistages.

## Ehrenämter (Auswahl)
- Vorsitzender des Kreisverbandes Bad Tölz-Wolfratshausen des Bayerischen Roten Kreuzes[5]
- Vorsitzender der Sing und Musikschule Bad Tölz e.V.[6]
- Mitglied im Innovatersclub des deutschen Städte- und Gemeindebundes[7][8]
- Präsident des Musikbundes von Ober und Niederbayern

## Auszeichnungen
- Tiroler Adler-Orden in Gold 2021[9][10]